# Rio Pomba
Rio Pomba is een gemeente in de Braziliaanse deelstaat Minas Gerais. De gemeente telt 17.359 inwoners (schatting 2009).

## Aangrenzende gemeenten
De gemeente grenst aan Dores do Turvo, Mercês, Piraúba, Silveirânia, Tabuleiro en Tocantins.